# Baoshan, Shanghai
Baoshan, tidigare stavat Paoshan,  är ett stadsdistrikt i Shanghai i östra Kina. Det ligger norr om stadens centrala delar. I Baoshan ingår sedan 1988 det tidigare stadsdistriktet Wusong (Wusong Qu)).
I stadsdistriktet är den nya stadsdelen Luodian, som byggts efter svenskt mönster med hjälp av Sweco, belägen.

## Administrativ indelning
Baoshan är indelat i tre stadsdelsdistrikt (jiedao) och nio köpingar (zhen):
Stadsdelsdistrikt:
- Wusong (吴淞街道)
- Youyilu (友谊路街道)
- Zhangmiao (张庙街道)

Köpingar:

- Dachang (大场镇)
- Gaojing (高境镇)
- Gucun (顾村镇)
- Luodian (罗店镇)
- Luojing (罗泾镇)
- Miaohang (庙行镇)
- Songnan (淞南镇)
- Yanghang (杨行镇)
- Yuepu (月浦镇)